# Daucus muricatus
Daucus muricatus é uma espécie de planta com flor pertencente à família Apiaceae. 
A autoridade científica da espécie é (L.) L., tendo sido publicada em Species Plantarum, Editio Secunda 1: 349. 1762.

## Portugal
Trata-se de uma espécie presente no território português, nomeadamente em Portugal Continental e no Arquipélago dos Açores.
Em termos de naturalidade é natural de Portugal Continental e possivelmente introduzida no Arquipélago dos Açores.

## Protecção
Não se encontra protegida por legislação portuguesa ou da Comunidade Europeia.